# Aquella època de l'any
Aquella època de l'any (títol original en danès, Den tid på året) és una pel·lícula de comèdia danesa del 2018 dirigida per Paprika Steen. Es va projectar per primer cop a la secció Contemporary World Cinema del Festival Internacional de Cinema de Toronto de 2018. S'ha doblat al català.

## Argument
La Katrine i la Mads, una família completament corrent amb una parella de fills adolescents, intentaran tornar a reunir a tota la família de la Katrine per celebrar la Nit de Nadal amb un bon sopar tradicional i nadales al voltant de l'arbre. En una nit com aquesta, hi ha d'haver lloc per a tothom, inclosos els pares divorciats, la germana petita i el seu nou marit, i sobretot la filla adolescent, que lluita per l'atenció de la seva mare. Però sota una aparença de tranquil·litat i a mesura que les veritats comencen a aflorar sobre la taula, es desencadenen un seguit de gelosies, desconfiances i malentesos entre germanes, marits i pares divorciats.

## Repartiment
- Paprika Steen com la Katrine, filla del Poul i la Gunna, germana gran de la Barbara i la Patricia, muller del Mads i mare de la Maria i el Jens-Peter.
- Jacob Lohmann com a Mads, marit de la Katrine i pare de la Maria i el Jens-Peter.
- Sofie Gråbøl com la Barbara, filla del Poul i la Gunna, germana de la Katrine i la Patricia, muller del Torben i mare de l'Adam.
- Lars Brygmann com el Torben, marit de la Barbara i pare de l'Adam.
- Lars Knutzon com el Poul, exmarit de la Guna i pare de la Katrine, la Barbara i la Patricia.
- Karen-Lise Mynster com la Gunna, exmuller del Poul i mare de la Katrine, la Barbara i la Patricia.
- Fanny Leander Bornedal som Maria com la Maria, filla de la Katrine i el Mads.
- Mikas Maximus Dalhoff Christiansen com el Jens-Peter, fill petit de la Katrine i el Mads.
- Sofus Søndergaard Mikkelsen com l'Adam, fill de la Barbara i el Torben.
- Patricia Schumann com la Patricia, filla petita del Poul i la Gunna.
- Jakob Randrup com el Bo, marit de la Patricia.
- Troja Reppien Trovatten com la Lea, filla de la Patricia i el Bo.
- Hans Holtegaard com l'Eigil, pare del Mads.
- Bodil Lassen com la Marianne, mare del Mads.
- Otto Leonardo Steen Rieks com el Sander, xicot de la Maria.